# Змова мертвих
«Змова мертвих» (рос. «Заговор мёртвых») — радянський німий чорно-білий художній фільм 1930 року. Фільм вважається втраченим. Автор сценарію письменник Микола Тихонов різко розкритикував фільм.

## Сюжет
Фільм оповідав про оборону Петрограда пітерськими робітниками в 1919 році.

## У ролях
- Леонід Кміт —  матрос
- Петро Віцинський —  робітник
- Микола Петров —  англійська чемпіон
- Давид Гутман —  англійський генерал
- Володимир Таскін —  людина в обомотках
- Євген Червяков —  метродотель
- Петро Кузнецов —  зрадник
- Петро Кириллов —  солдат
- Борис Бабочкін —  червоноармієць
- Георгій Семенов —  білий офіцер

## Знімальна група
- Режисер — Семен Тимошенко
- Сценаристи — Семен Тимошенко, Микола Тихонов
- Оператори — Олександр Гінцбург, Володимир Данашевський
- Художники — Борис Дубровський-Ешке, Моїсей Левін